# Лурье, Исаак Михайлович
Исаа́к Миха́йлович Лурье́ (27 мая 1922, Минск — 10 июня 1994) — советский актёр, артист театра Комедии им. Акимова.
Внук раввина, владельца книжной лавки, дед был раскулачен и выслан в город Пушкин под Ленинградом, вся семья закопана живьем немцами в 1942 году.
В 1940 — 1986 — актёр Ленинградского театра Комедии.
Исполнил более ста ролей.
Во время Великой Отечественной войны — артист ансамбля пограничных войск концертной бригады ЛенВО.
Работал на Ленинградском радио и телевидении.
На радио вёл передачу для старших школьников "Вопросительный знак".
Награждён орденом Отечественной войны II степени (06.04.1985).
Похоронен на Большеохтинском кладбище Санкт-Петербурга.

## Семья
Вдова — Анна Михайловна Запашная (1931—2021), представительница цирковой династии Запашных.
Дочь — Запашная Лидия Исааковна (род. 1968) — телеведущая и продюсер цикла программ телеканала «Культура».
Внучка — Запашная Анна Сергеевна последовала по стопам Исаака Михайловича, актриса, выпускница РГИСИ в Санкт-Петербурге
Сын (от первого брака) - Лурье Михаил Исаакович. Внучки Татьяна и Наталья Лурье.